# Peggy Glanville-Hicks
 (juillet 2025).
Si vous disposez d'ouvrages ou d'articles de référence ou si vous connaissez des sites web de qualité traitant du thème abordé ici, merci de compléter l'article en donnant les références utiles à sa vérifiabilité et en les liant à la section « Notes et références ».
Œuvres principales
- Etruscan Concerto (concerto pour piano)
- Sinfonia da Pacifica, petite symphonie
- 8 ballets
- 8 opéras
...
Peggy Glanville-Hicks, née le 29 décembre 1912 à Melbourne (Victoria) et morte le 25 juin 1990 à Sydney (Nouvelle-Galles du Sud), est une compositrice et critique musicale australienne.

## Biographie
Peggy Glanville-Hicks naît le 29 décembre 1912 à Saint-Kilda. À partir de 1928, Peggy Glanville-Hicks apprend la musique à Melbourne avec Fritz Hart (composition) et Waldemar Seidel (en) (piano). En 1931, bénéficiant d'une bourse d'études, elle intègre le Royal College of Music de Londres.
Jusqu'en 1936, elle y reçoit l'enseignement d'Arthur Benjamin (piano), Constant Lambert puis Malcolm Sargent (direction d'orchestre), et Ralph Vaughan Williams (composition). Une autre bourse d'études lui permet en 1936-1937 de parfaire son apprentissage de la composition avec Nadia Boulanger (à Paris) et Egon Wellesz (à Vienne).
Installée en 1942 à New York (avec le compositeur Stanley Bate, son époux de 1938 à 1949), elle y devient critique musicale au New York Herald Tribune de 1948 à 1958. Et de 1950 à 1960, elle dirige à l'Université Columbia de Manhattan le Composers Forum qui organise des concerts pour les jeunes compositeurs.
Peggy Glanville-Hicks s'établit ensuite en Grèce de 1960 à 1976, année où elle revient dans son pays natal.
Le catalogue de ses compositions comprend notamment des pièces pour piano, de la musique de chambre, quatre concertos (dont deux pour piano), une symphonie, huit ballets et de la musique vocale (dont des mélodies pour voix et piano et huit opéras).

## Compositions (sélection)

### Pièces pour piano
- 1932 : Three Preludes
- 1934 : Sonate
- 1935 : Pastoral
- 1958 : Prelude for a Pensive Pupil

### Autres pièces pour instrument solo
- 1932 : Violin Solo (pièce pour violon)
- 1951 : Sonate pour harpe

### Musique de chambre
- 1935 : Spanish Suite pour ensemble de chambre
- 1937 : Quatuor à cordes no 1
- 1938 : Sonatina pour flûte à bec (ou flûte traversière) et piano
- 1946 : Concertino da camera pour flûte, clarinette, basson et piano
- 1950 : Sonate pour harpe, flûte et cor
- 1951 : Sonate pour piano et 4 percussions
- 1955 : Concertino antico pour harpe et quatuor à cordes
- 1957 : Musica antiqua no 1, septuor pour 2 flûtes, harpe, marimba et 3 percussions
- 1978 : Girondelle for Giraffes, quintette pour flûte, trombone, cymbale suspendue, tambour et contrebasse

### Musique pour orchestre

#### Concertos
- 1936 : Concerto pour piano no 1
- 1937 : Concerto pour flûte
- 1954 : Etruscan Concerto pour piano et orchestre de chambre (+ réduction pour 2 pianos)
- 1956 : Concerto romantico pour alto et orchestre de chambre (+ réduction pour alto et piano)

#### Ballets
- 1935 : Hylas and the Nymphs, pour flûte, harpe, orchestre à cordes et percussion
- 1938 : Postman's Knock, pour orchestre de chambre
- 1946 : Killers of Enemies, pour récitant, orchestre à vent et percussion
- 1958 : Tapestry (+ version pour orchestre de chambre Masque of the Wild Man) ; Triad, pour petit ensemble
- 1959 : Saul and the Witch of Endor, pour trompette, orchestre à cordes et percussion
- 1964 : Tragic Celebration: Ballet After the Tragedy of Jeptha's Daughter, pour orchestre de chambre
- 1966 : Season in Hell (d'après Une saison en enfer d'Arthur Rimbaud)

#### Autres œuvres
- 1934 : Sinfonietta no 1 pour petit orchestre
- 1936 : Prelude (en 3 scènes)
- 1937 : Prelude and Scherzo
- 1938 : Sinfonietta no 2
- 1953 : Sinfonia da Pacifica, petite symphonie ; Three Gymnopedies pour orchestre à cordes (+ version de 2005 pour 9 flûtes)
- 1961 : Drama for Orchestra, pour orchestre de chambre (version de concert du ballet précité Saul and the Witch of Endor)
- 1965 : Meditation ; Wild Bells

### Musique vocale

#### Opéras
- 1933 : Caedmon
- 1953 : The Transposed Heads: A Legend of India
- 1956 : The Glittering Gate (petit opéra)
- 1957 : Akhnaton
- 1960 : Nausicaa
- 1962 : Carlos Among the Candles
- 1965 : Sappho
- 1990 : Beckett

#### Autres œuvres vocales
- 1933 : Poem pour chœurs et orchestre
- 1935 : In Midwood Silence pour soprano, hautbois et quatuor à cordes ; Song in Summer pour chœurs et orchestre
- 1937 : Choral Suite pour chœur de femmes, hautbois et orchestre à cordes
- 1944 : 5 mélodies pour voix et piano
- 1945 : Profiles from China pour ténor, piano et quintette à cordes (ou ténor et piano) ; Aria concertante pour ténor, chœur de femmes, hautbois, piano et gong ; Ballade, trois mélodies pour voix et piano
- 1946 : Dance Cantata pour ténor, baryton, narrateur, chœur chanté et parlé et orchestre
- 1947 : 13 Ways of Looking at a Blackbird pour voix et piano
- 1949 : Thomsoniana pour soprano, flûte, cor, piano et quatuor à cordes
- 1951 : Pastoral pour chœur de femmes et clarinette
- 1952 : Letters from Morocco pour ténor et orchestre de chambre